# Melieria soosi
Melieria soosi är en tvåvingeart som beskrevs av Kameneva 2000. Melieria soosi ingår i släktet Melieria och familjen fläckflugor. Inga underarter finns listade i Catalogue of Life.